# Duolandrevus minimus
Duolandrevus minimus är en insektsart som beskrevs av Andrej Vasiljevitj Gorochov 1996. Duolandrevus minimus ingår i släktet Duolandrevus och familjen syrsor. Inga underarter finns listade i Catalogue of Life.